# Muhammad Sulajmán
Muhammad Sulajmán (arabsky محمد سليمان‎‎) (* 23. listopadu 1969) je katarský běžec na střední tratě.
Největším úspěchem jeho kariéry je bronzová medaile z běhu na 1500 m na OH 1992 v Barceloně, čímž se stal historicky prvním olympijským medailistou Kataru. K tomuto úspěchu mu tehdy pomohl český trenér Stanislav Strobl.